# Soto (Metro de Los Ángeles)
Soto es una estación en la línea E del Metro de Los Ángeles y es administrada por la Autoridad de Transporte Metropolitano del Condado de Los Ángeles. La estación se encuentra localizada en Boyle Heights en Los Ángeles, California cerca la Primera Calle y la Calle Soto. La estación Soto fue inaugurada en 2009 como parte de la extensión a Eastside de la línea Oro. Además de la estación Mariachi Plaza, es una de las dos estaciones subterráneas de esta línea.

## Conexiones de autobuses
- Metro Local: 30, 251, 252, 605
- Metro Rapid: 751